# Jacqueline Maurer-Mayor
Jacqueline Maurer-Mayor (* 22. Juni 1947 in Vaulion) ist eine ehemalige Schweizer Politikerin (FDP). Sie war die erste Frau im Staatsrat des Kantons Waadt.

## Leben
Von 1967 bis 1973 war sie Direktionssekretärin, anschliessend bis 1981 Gemeinderätin. Zwischen 1978 und 1986 sowie zwischen 1990 und 1997 gehörte sie dem Grossen Rat des Kantons Waadt an, den sie 1996 präsidierte.
Ab 1981 war sie ausserdem Verwaltungsrätin oder Vorstandsmitglied bei mehreren Vereinen oder kantonalen Gruppierungen wie der Innovation S.A., der Waadtländer Sektion des Automobil-Clubs der Schweiz (Präsidentin von 1986 bis 1997), der Association routière vaudoise (Vizepräsidentin von 1987 bis 1997), der Aids-Hilfe Schweiz und war Präsidentin der Vereinigung der waadtländischen Regionalspitäler, der Einkaufszentrale der Sanitätseinrichtungen und des Informatikvereins der Sanitätseinrichtungen. Auf nationaler Ebene gehörte sie dem Parteivorstand der FDP Schweiz an.
Von 1997 bis 2007 war sie Staatsrätin des Kantons Waadt und Vorsteherin des Volkswirtschaftsdepartements. In den Jahren 2000 bis 2004 war sie ausserdem Präsidentin des Staatsrats.
Eingetreten 2007 in den Verwaltungsrat von Retraites Populaires in Lausanne, präsidierte sie diesen Vorstand von 2009 bis 2014.